# 古川黄一

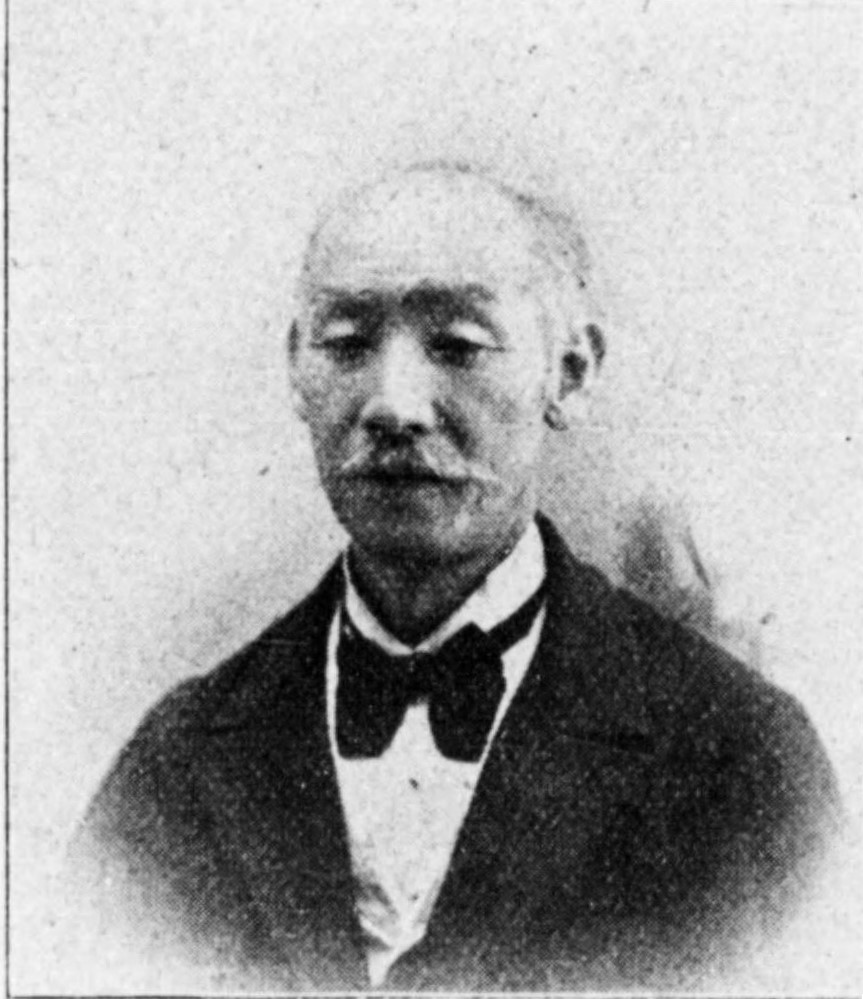
古川黄一

古川 黄一（黃一、ふるかわ きいち、1847年8月21日（弘化4年7月11日）- 1914年（大正3年）11月3日）は、幕末の平戸藩士、明治期の実業家・政治家。衆議院議員。

## 経歴
肥前国松浦郡平戸村（長崎県北松浦郡平戸村、平戸町を経て現平戸市）で、平戸藩士・吉川右衛門兵衛の長男として生まれる。藩儒の平田貞次郎、楠本瑞山らから漢学を学んだ。慶応2年（1866年）藩校維新館学員に就任。王政復古の際には藩主松浦詮に従って京都に滞在し、明治2年（1869年）藩主の近侍職となった。
廃藩置県後は実業界に転じた。1885年（明治18年）平戸士族授産生産社副社長に就任し、その後同社長に就任。1887年（明治20年）第九十九銀行（現十八親和銀行）取締役頭取に就任し、1902年（明治35年）7月、同頭取を退任。1898年（明治31年）長崎農工銀行監査役となり1899年（明治32年）12月まで在任した。
1902年（明治35年）8月、第7回衆議院議員総選挙に長崎県郡部から憲政本党所属で出馬して初当選。1903年（明治36年）3月の第8回総選挙（長崎県郡部、憲政本党）でも再選され、衆議院議員に連続2期在任した。1904年（明治37年）3月の第9回総選挙（長崎県郡部、憲政本党）に立候補したが次点で落選した。